# 圣艾蒂安有轨电车T3线
圣艾蒂安有轨电车T3线（法語：Ligne T3 du tramway de Saint-Étienne）是法国东南部城市圣艾蒂安的一条有轨电车线路。

## 历史
圣艾蒂安有轨电车T3线最初出现于1881年。2006年新建连接沙托克和市中心的路段，形成了现有的路网格局，2010年开始使用“T3”作为线路标志。

## 路线
圣艾蒂安有轨电车T3线呈东西转南北走向，全程均在圣艾蒂安境内并横穿圣艾蒂安老城区，全长6公里，共设有14个车站，其中3个车站为单向停靠。为米轨双线铁路，全程路段均为接触网供电。

## 运营
圣艾蒂安有轨电车T3线的高峰期最低间隔约为10分钟一班，全程运行时间大约为17分钟。运行时间为5:10至次日0:02，不分大小交路。2015年，圣艾蒂安有轨电车T3线的搭载乘客平均每天1.1万人次。

## 车型
圣艾蒂安有轨电车T3线使用两种类型的列车：
- 阿尔斯通Vevey-Düwag，于1991至1998年间投入，全长24.23米，两节编组，单侧驾驶室，右侧开门。
- CAF Urbos，于2016至2017年间投入，全长33米，5节编组，双侧驾驶室，双侧开门。

列车可与其他线路混用。

## 车辆所
T3线的车辆所为“大桅杆”（Grand Mât），不在T3正线上。

## 站点设置
| 圣艾蒂安有轨电车T3线线路表          |                             |          |                                                 |
| 车站名称                            | 站台类型                    | 所在市镇 | 可换乘线路                                      |
| Châteaucreux 沙托克勒               | 双侧式站台                  | 圣艾蒂安 | 沙托克勒火车站 M3 M4 M5 M9 11 12 14 16 29 83 85 |
| Dalgabio 达尔加比奥                 | 双侧式站台                  | 圣艾蒂安 |                                                 |
| Fourneyron 富内龙                   | 双侧式站台                  | 圣艾蒂安 | M3 M5 M6 M9 11 12 16 21                         |
| Jean Moulin 让·穆兰                 | 双侧式站台                  | 圣艾蒂安 | M2 M3 M5 M6 M7 M9 11 12 13 16 21                |
| Square Violette 紫色广场            | 单侧式站台 （东行单侧停靠） | 圣艾蒂安 | M5 M6 11                                        |
| Peuple Libération 自由之徒          | 单侧式站台 （西行单侧停靠） | 圣艾蒂安 | M2 M3 M7 12 13 16 21                            |
| Peuple Foy 信仰之徒                 | 单侧式站台 （南行单侧停靠） | 圣艾蒂安 | M2 M3 M7 12 13 16 21 24                         |
| Place Gambetta 甘必大广场           | 单侧式站台 （北行单侧停靠） | 圣艾蒂安 |                                                 |
| Bourse du Travail 劳保局            | 单侧式站台 （南行单侧停靠） | 圣艾蒂安 |                                                 |
| Saint-Louis 圣路易                  | 单侧式站台 （北行单侧停靠） | 圣艾蒂安 |                                                 |
| Anatole France 阿纳托勒·法郎士      | 非对称双侧式站台            | 圣艾蒂安 |                                                 |
| Campus de Tréfilerie 特雷菲勒里校区 | 双侧式站台                  | 圣艾蒂安 |                                                 |
| Centre Deux 中二                    | 双侧式站台                  | 圣艾蒂安 |                                                 |
| Bicentenaire 双人瑞                 | 双侧式站台                  | 圣艾蒂安 |                                                 |
| Bellevue 美景                       | 双侧式站台                  | 圣艾蒂安 | 美景火车站 M1 M4 M7 22 23                       |
| 1.                                  |                             |          |                                                 |

## 计划
2019年10月，T3线将向北延伸至“罗热·罗谢-加油绿军”站（Roger Rocher - Allez les Verts）（现T1和T2线的“热夫鲁瓦·吉夏尔”站）。